# Bazoches-sur-Guyonne
Bazoches-sur-Guyonne is een gemeente in het Franse departement Yvelines (regio Île-de-France) en telt 477 inwoners (1999). De plaats maakt deel uit van het arrondissement Rambouillet.

## Geografie
De oppervlakte van Bazoches-sur-Guyonne bedraagt 5,6 km², de bevolkingsdichtheid is 85,2 inwoners per km².
De onderstaande kaart toont de ligging van Bazoches-sur-Guyonne met de belangrijkste infrastructuur en aangrenzende gemeenten.

## Demografie
Onderstaande figuur toont het verloop van het inwonertal (bron: INSEE-tellingen).